# ورونیکا ئیناس
ورونیکا ئیناس (اسپانیایی: Verónica Llinás‎؛ زادهٔ ۲۳ سپتامبر ۱۹۶۰) بازیگر اهل آرژانتین است. وی از سال ۱۹۸۲ میلادی تاکنون مشغول فعالیت بوده‌است.
از فیلم‌ها یا برنامه‌های تلویزیونی که وی در آن نقش داشته‌است، می‌توان به طاعون، پائولینا و بازندگان قهرمان اشاره کرد.